# Mileševka
La Mileševka ou Mileševka reka (en serbe cyrillique : Милешевка ou Милешевска река) est une rivière du sud-ouest de la Serbie. Elle est un affluent droit du Lim.

## Parcours
La Mileševka prend sa source sur les pentes septentrionales du mont Jadovnik, dans la chaîne du Zlatar, au pied du col de Karaula (1 305 m). La rivière oriente sa course vers l'ouest-nord-ouest et passe par les villages de Milošev Do et Kaćevo. Elle oblique ensuite légèrement ves le nord, à la hauteur du village de Hisardžik, de la forteresse de Mileševac et du monastère de Mileševa, puis reprend sa course vers l'ouest. Elle se jette dans le Lim dans la ville de Prijepolje.